# Keersluis van Beernem

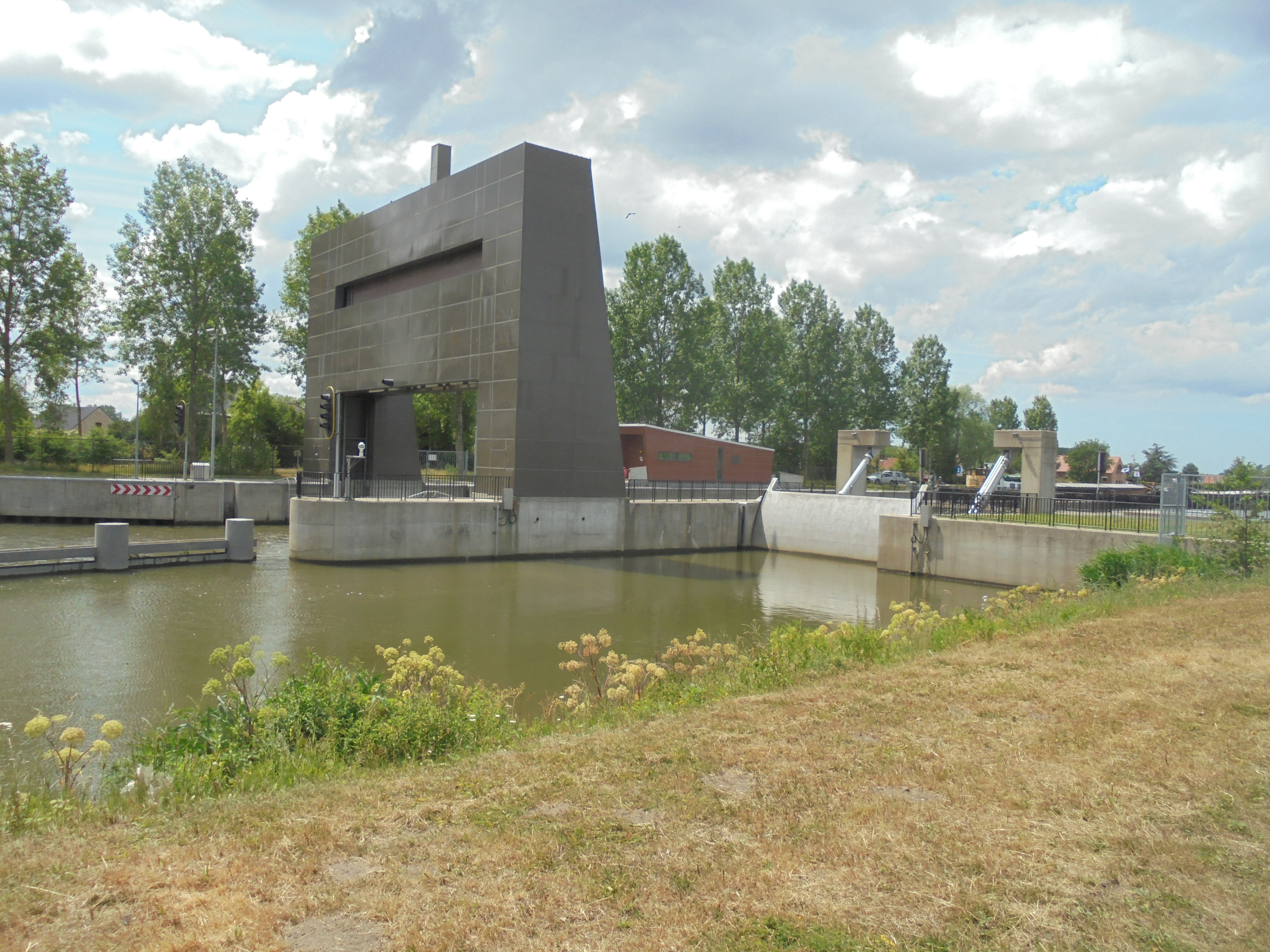
Keersluis van Beernem

De Keersluis van Beernem is een keersluis in het Kanaal Gent-Brugge, gelegen ten westen van de West-Vlaamse plaats Beernem.
Deze keersluis werd gebouwd in 1995 om het hoogwatergevaar, dat dreigde na de kanaalverbreding in de jaren '80 van de 20e eeuw, te weren. Deze sluis, naar ontwerp van Hans Vandeweghe, omvat een boven het kanaal gebouwde portaal waarin een stalen hefdeur is opgehangen, welke bij hoogwatergevaar kan worden neergelaten.
In 2009 werd deze sluis geklasseerd als bouwkundig erfgoed.